# Farsantes
Farsantes é uma telenovela argentina produzida pela Pol-ka Producciones e exibida pelo Canal 13 entre 6 de maio de 2013 e 12 de fevereiro de 2014.

## Elenco
- Julio Chávez - Guillermo Graziani
- Facundo Arana - Alberto Marini
- Griselda Siciliani - Gabriela Soria
- Benjamín Vicuña - Pedro Beggio
- Alfredo Casero - Marcos Labrapoulos
- Leonor Manso - Aída Soria
- Ingrid Pelicori - Ana Graziani
- Edda Díaz - Cuca
- Julieta Zylberberg - Sonia

## Prêmios e indicações
| Ano  | Prêmio               | Categoria           | Indicação          | Resultado |
| ---- | -------------------- | ------------------- | ------------------ | --------- |
| 2013 | Prêmio Tato          | Melhor ficção       | Farsantes          | Venceu    |
| 2013 | Prêmio Tato          | Ator em drama       | Julio Chavez       | Venceu    |
| 2013 | Prêmio Tato          | Ator em drama       | Benjamín Vicuña    | Indicado  |
| 2013 | Prêmio Tato          | Ator em drama       | Alfredo Casero     | Indicado  |
| 2013 | Prêmio Tato          | Atriz em drama      | Griselda Siciliani | Indicado  |
| 2013 | Prêmio Tato          | Ator coadjuvante    | Mario Pasik        | Indicado  |
| 2013 | Prêmio Tato          | Atriz coadjuvante   | Ingrid Pelicori    | Indicado  |
| 2013 | Prêmio Tato          | Atriz coadjuvante   | Julieta Zylberberg | Indicado  |
| 2013 | Prêmio Tato          | Atriz coadjuvante   | Leonor Manso       | Indicado  |
| 2013 | Prêmio Tato          | Direção em ficção   | Daniel Barone      | Venceu    |
| 2013 | Prêmio Tato          | Produção em ficção  | Adrián Suar        | Venceu    |
| 2013 | Prêmio Tato          | Roteiro em ficção   | Carolina Aguirre   | Indicado  |
| 2013 | Prêmio Tato          | Trilha musical      | Puro teatro        | Venceu    |
| 2013 | Prêmio Tato          | Direção artística   | Farsantes          | Indicado  |
| 2013 | Prêmio Tato          | Direção fotográfica | Farsantes          | Venceu    |
| 2013 | Prêmio Tato          | Edição em ficção    | Farsantes          | Venceu    |
| 2013 | Prêmio Tato          | Elenco em ficção    | Farsantes          | Venceu    |
| 2013 | Prêmio Tato          | Vestuário em ficção | Farsantes          | Indicado  |
| 2014 | Prêmio Martín Fierro | Ficção diária       | Farsantes          | Venceu    |
| 2014 | Prêmio Martín Fierro | Ator protagonista   | Alfredo Casero     | Indicado  |
| 2014 | Prêmio Martín Fierro | Ator protagonista   | Julio Chávez       | Venceu    |
| 2014 | Prêmio Martín Fierro | Ator protagonista   | Benjamín Vicuña    | Indicado  |
| 2014 | Prêmio Martín Fierro | Ator protagonista   | Facundo Arana      | Indicado  |
| 2014 | Prêmio Martín Fierro | Atriz protagonista  | Griselda Siciliani | Venceu    |
| 2014 | Prêmio Martín Fierro | Revelação           | María Lujan Lamas  | Indicado  |
| 2014 | Prêmio Martín Fierro | Ator coadjuvante    | Mario Pasik        | Indicado  |
| 2014 | Prêmio Martín Fierro | Atriz coadjuvante   | Julieta Zylberberg | Indicado  |
| 2014 | Prêmio Martín Fierro | Atriz coadjuvante   | Vivian El Jaber    | Venceu    |
| 2014 | Prêmio Martín Fierro | Autor/Escritor      | Carolina Aguirre   | Venceu    |
| 2014 | Prêmio Martín Fierro | Melhor diretor      | Daniel Barone      | Venceu    |
| 2014 | Prêmio Martín Fierro | Canção original     | Puro Teatro        | Venceu    |
| 2014 | Prêmio Martín Fierro | Especial            | Farsantes          | Venceu    |